# Tamassint
Tamassint is een dorp in de provincie Al Hoceima in Marokko, ongeveer 15 kilometer van Imzouren. In de directe omgeving liggen dorpjes als Ait Rqadi, Zawith, Ait Uz, Ait Äziz en Isarhiwen.
Tamassint ligt in het Rifgebergte. In de stad wordt er doorheen het jaar op dinsdag en zondag markt gehouden. Op dinsdag de kleine markt en op zondag de grotere markt. Dit marktgebeuren wisselt af doorheen het jaar , maar de zondagse markt blijft altijd op zondag. Rondom Tamassint is een groot natuurgebied.
De inwoners zijn Berbers van de stam Ait Waryagher. Zij waren sterk betrokken in de strijd van Abdelkrim Al-Khattabi tegen de Spaanse overheersing van Arif. Tamassint fungeerde hierbij als tweede uitvalbasis van de Riffijnen.
Bij een aardbeving in 2004 werden de gebouwen in Tamassint zwaar beschadigd. Veel inwoners leefden lange tijd in tenten. Uit onvrede over deze situatie hielden de burgers van Tamassint en omgeving in 2005 een protestmars die door de Marokkaanse overheid met geweld werd beëindigd.
Bij de census van 2004 telde Tamassint 1788 inwoners.
Hoofdplaats: Al Hoceïma

Steden: Imzouren · Beni Bouayach · Ait Youssef Ou Ali · Ajdir

Dorpen: Ait Kamara · Boukidan · Tamassint

Marokko: Regio's, provincies en prefecturen